# Frères Pinzón
Pour les articles homonymes, voir Pinzón.
 (juillet 2021).
Si vous disposez d'ouvrages ou d'articles de référence ou si vous connaissez des sites web de qualité traitant du thème abordé ici, merci de compléter l'article en donnant les références utiles à sa vérifiabilité et en les liant à la section « Notes et références ».

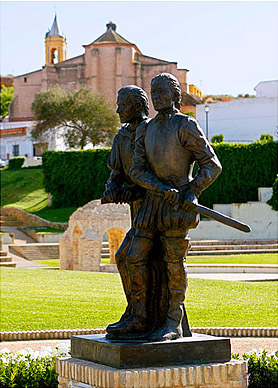
Statue des frères Martín Alonso Pinzón, capitaine de la Pinta, et Vicente Yáñez Pinzón, capitaine de la Niña, à Palos de la Frontera, d'où ils étaient originaires.

Les frères Pinzón — Martín Alonso Pinzón, Vicente Yáñez Pinzón et Francisco Martín Pinzón — étaient des marins et explorateurs espagnols de la fin du XVe siècle et du début du XVIe siècle, tous trois membres de la famille Pinzón et natifs de Palos de la Frontera (Huelva). Ils participèrent activement au premier voyage de Christophe Colomb, avec comme résultat la découverte de l'Amérique en 1492, et à d'autres voyages d'exploration. 
Ils étaient des marins jouissant d'un grand prestige dans la région côtière de Huelva, et grâce à leurs différents voyages commerciaux et de cabotage, ils ont acquis une certaine renommée et une situation confortable, ce qui leur a permis de bénéficier du respect et de la reconnaissance de leurs pairs. La position stratégique offerte par le port historique de Palos, d'où des expéditions sont parties pour les côtes africaines ou pour la guerre contre le Portugal, lui a permis d'être le point de départ de la plupart des expéditions maritimes, organisées à de nombreuses reprises par cette famille. 
Martín Alonso et Vicente Yáñez, respectivement capitaines des caravelles Pinta et Niña, sont les frères les plus connus, mais un troisième, moins populaire, était à bord de La Pinta comme maître : Francisco Martín. Martín Alonso était celui grâce à qui les marins de la région du Tinto et de l'Odiel (Ouest de la province de Huelva, Andalousie) ont été encouragés à participer à l'entreprise colombienne. Il a également soutenu financièrement le projet en y contribuant de sa propre poche. 
Il semble que Francisco, le maître de La Pinta, en plus du premier voyage, ait également participé aux troisième et quatrième voyages de Colomb. Mais étant donné que son nom est très courant, ses données biographiques sont parfois confondues avec des homonymes de son époque. Enfin, Vicente Yáñez, le plus jeune des trois frères, en plus de participer au premier voyage de Colomb, une fois l'entreprise colombienne terminée, a fait lui-même d'autres voyages de découverte, comme celui de la découverte du Brésil.

## Armoiries familiales accordées par Charles Quint

Armoiries concédées aux Pinzón.

En 1519,  Juan Rodríguez Mafra, un navigateur et explorateur espagnol originaire de la même région que les Pinzón, a lancé une pétition pour que l'empereur Charles Quint concède des armoiries familiales aux Pinzón et à d'autres marins de Palos, révélant la lamentable situation dans laquelle se trouvaient les descendants de ces marins qui avaient offert tant de services à la couronne espagnole. Charles Quint a finalement accepté d'accorder aux frères Pinzón, à leurs descendants et à leurs proches les armoiries suivantes :
« [...] por la presente vos hacemos merced e queremos que podáis tener e traer por vuestras armas conocidas tres carauelas al natural en la mar e de cada una ellas saga una mano mostrando la primera tierra que así fallaron e descubrieron en un escudo tal como este [...], [...] e por orla del dicho escudo podays traer e trayays unas ancoras e unos coraçones las quales dichas armas vos damos [...] »
— Charles Quint, Archives générales des Indes

« [...] par la présente, nous vous faisons miséricorde et nous voulons que vous puissiez avoir vos armoiries et les faire connaître avec trois caravelles naturellement dans la mer et de chacune d'elles une main montre la première terre apparue et découverte dans un écu comme celui-ci [...], [...] et en bordure dudit écu vous pouvez avoir des ancres et des cœurs, voilà les armoiries que nous vous donnons [...] »
— Archives générales des Indes